# Wereldbeker bobsleeën 2009/2010
De wereldbeker bobsleeën in het seizoen 2009/2010 (officieel:  Viessmann FIBT Bob & Skeleton World Cup Tour 2009/2010) ving aan op 13 november 2009 en eindigde op 24 januari 2010. Daarna volgde met de Olympische Spelen in het Canadese Vancouver het hoogtepunt van het bobsleeseizoen.
De wereldbeker omvat drie onderdelen, bij de mannen de twee- en viermansbob en bij de vrouwen de tweemansbob en wordt georganiseerd door de FIBT direct volgend op de WB skeleton. De competitie omvatte dit seizoen acht wedstrijden.
De piloten die hun titel dit seizoen verdedigden waren de Zwitser Beat Hefti (tweemansbob) en de Rus Aleksandr Zoebkov (viermansbob) bij de mannen en de Duitse Sandra Kiriasis bij de vrouwen.
Uit België debuteerde pilote Elfje Willemsen met haar team in de wereldbeker. Uit Nederland namen de piloten Edwin van Calker bij de mannen (twee- en viermansbob) en Esmé Kamphuis bij de vrouwen met hun team deel.
Bij de tweemansbob volgde de Zwitser Ivo Rüegg zijn landgenoot Beat Hefti op als winnaar van de wereldbeker, het was zijn tweede podium plaats na in 2008 als tweede te zijn geëindigd. Ook de Duitser Thomas Florschütz stond voor de tweede keer op het podium van de wereldbeker, werd hij in 2009 derde, dit jaar tweede. Zijn landgenoot Karl Angerer op de derde plaats nam voor de eerste keer plaats op het erepodium.
Bij de viermansbob was het de Amerikaan Steven Holcomb die beslag legde op de eindzege in de wereldbeker, voor hem was het de tweede podium plaats nadat hij in 2007 als tweede eindigde. De Let Jānis Miņins nam voor de derde keer plaats op het podium, in 2008 werd hij derde, in 2009 en dit jaar tweede. De Duitser André Lange nam voor de achtste keer plaats op het podium van de viermansbob, vier keer werd hij eerste (‘01, ‘0’3, ‘04, ‘08), één keer tweede (‘02) en drie derde (‘99, ‘09 en dit jaar).
Bij de vrouwen nam de Duitse Sandra Kiriasis voor de tiende opeenvolgende keer plaats op het erepodium van de wereldbeker. In 2001 en 2002 stond ze op plaats twee, de acht volgende jaren (inclusief 2010) veroverde ze de wereldbeker. De Canadese Kaillie Humphries eindigde op de tweede plaats, zij stond voor het eerst op dit erepodium. Op plaats drie stond de Duitse Cathleen Martini voor de vijfde keer op het podium, ze werd tweede in 2005, 2008 en 2009 en derde in 2007.
De achtste wereldbekerwedstrijd in Igls gold voor de Europese deelnemers tevens als het Europees kampioenschap.

## Wereldbeker punten
De eerste 30 in het dagklassement krijgen punten voor het wereldbekerklassement toegekend. De top 20 na de eerste run gaan verder naar de tweede run, de overige deelnemers krijgen hun punten toegekend op basis van hun klassering na de eerste run. De onderstaande tabel geeft de punten per plaats weer.
| Klassering = punten                          | Klassering = punten                           | Klassering = punten                               | Klassering = punten                          | Klassering = punten                          | Klassering = punten                          |
| -------------------------------------------- | --------------------------------------------- | ------------------------------------------------- | -------------------------------------------- | -------------------------------------------- | -------------------------------------------- |
| 1e = 225 2e = 210 3e = 200 4e = 192 5e = 184 | 6e = 176 7e = 168 8e = 160 9e = 152 10e = 144 | 11e = 136 12e = 128 13e = 120 14e = 112 15e = 104 | 16e = 96 17e = 88 18e = 80 19e = 74 20e = 68 | 21e = 62 22e = 56 23e = 50 24e = 45 25e = 40 | 26e = 36 27e = 32 28e = 28 29e = 24 30e = 20 |

## Tweemansbob (m)

### Uitslagen
| Datum       | Plaats          | Eerste                                              | Tweede                       | Derde                            |
| ----------- | --------------- | --------------------------------------------------- | ---------------------------- | -------------------------------- |
| 13 november | Park City       | Beat Hefti Alex Baumann                             | Todd Hays Steven Langton     | Ivo Rüegg Cédric Grand           |
| 21 november | Lake Placid     | John Napier Charles Berkeley                        | Steven Holcomb Justin Olsen  | Ivo Rüegg Roman Handschin        |
| 5 december  | Cesana Torinese | Beat Hefti Thomas Lamparter                         | Ivo Rüegg Cédric Grand       | Steven Holcomb Curtis Tomasevicz |
| 12 december | Winterberg      | Beat Hefti Thomas Lamparter                         | Karl Angerer Gregor Bermbach | Ivo Rüegg Roman Handschin        |
| 19 december | Altenberg       | André Lange Kevin Kuske                             | Thomas Florschütz Marc Kühne | Ivo Rüegg Cédric Grand           |
| 9 januari   | Königssee       | Thomas Florschütz Richard Adjei                     | André Lange Kevin Kuske      | Beat Hefti Thomas Lamparter      |
| 16 januari  | Sankt Moritz    | Lyndon Rush Lascelles Brown André Lange Kevin Kuske |                              | Edwin van Calker Sybren Jansma   |
| 23 januari  | Igls            | Beat Hefti Thomas Lamparter                         | André Lange Kevin Kuske      | Daniel Schmid Jürg Egger         |

Nederlandse deelnemers
| Land | WB #1                  | WB #2                  | WB #3                    | WB #4                    | WB #5                       | WB #6                 | WB #7                | WB #8                 |
| ---- | ---------------------- | ---------------------- | ------------------------ | ------------------------ | --------------------------- | --------------------- | -------------------- | --------------------- |
| NED  | 19e E. v Calker Jansma | 16e E. v Calker Jansma | 24e E. v Calker Klaassen | 24e E. v Calker Klaassen | 12e E. v Calker A. v Calker | 7e E. v Calker Jansma | E. v Calker · Jansma | 7e E. v Calker Jansma |

### Eindstand
| #  | Piloot               | Land | Punten |
| -- | -------------------- | ---- | ------ |
| 1  | Ivo Rüegg            | SUI  | 1514   |
| 2  | Thomas Florschütz    | GER  | 1475   |
| 3  | Karl Angerer         | GER  | 1474   |
| 4  | Beat Hefti           | SUI  | 1444   |
| 5  | André Lange          | GER  | 1334   |
| 6  | Lyndon Rush          | CAN  | 1329   |
| 7  | Steven Holcomb       | USA  | 1292   |
| 8  | John Napier (J)      | USA  | 1185   |
| 9  | Aleksandr Zoebkov    | RUS  | 1178   |
| 10 | Pierre Lueders       | CAN  | 1050   |
| 11 | Daniel Schmid        | SUI  | 1032   |
| 12 | Dimitri Abramowitsch | RUS  | 992    |
| 13 | Simone Bertazzo      | ITA  | 933    |
| 14 | Edwin van Calker     | NED  | 929    |
| 15 | Jānis Miņins         | LAT  | 917    |
| 16 | Jevgeni Popov        | RUS  | 773    |
| 17 | Jürgen Loacker       | AUT  | 720    |
| 18 | Ivo Danilevic        | CZE  | 708    |
| 19 | Fabrizio Tosini      | ITA  | 574    |
| 20 | Dawid Kupczyk        | POL  | 506    |
| 21 | Mike Kohn            | USA  | 434    |
| 22 | John James Jackson   | GBR  | 432    |
| 23 | Edgars Maskalans     | LAT  | 426    |
| 24 | Wolfgang Stampfer    | AUT  | 394    |
| 25 | Patrice Servelle     | MON  | 356    |
| 26 | Lee Johnston         | GBR  | 326    |
| 27 | Nicolae Istrate      | ROU  | 242    |
| 28 | Todd Hayes           | USA  | 210    |
| 29 | Jan Vrba             | CZE  | 194    |
| 30 | Hiroshi Suzuki       | JPN  | 175    |
| 31 | Milan Jagnesak       | SVK  | 140    |
| 32 | Markus Schönpflug    | AUT  | 101    |
| 33 | Gregor Baumann       | SUI  | 88     |

 (J) = junior 

## Viermansbob (m)

### Uitslagen
| Datum       | Plaats          | Eerste                                                                     | Tweede | Derde                                                                           |
| ----------- | --------------- | -------------------------------------------------------------------------- | --- | ------------------------------------------------------------------------------- |
| 14 november | Park City       | Canada Lyndon Rush Chris Le Bihan Dan Humphries Lascelles Brown            | Letland Jānis Miņins Daumants Dreiskens Oskars Melbardis Intars Dambis Rusland Dimitri Abramovitsj Philipp Jegorov Dimitri Stepoesjkin Sergej Proednikov |                                                                                 |
| 22 november | Lake Placid     | Verenigde Staten Steven Holcomb Justin Olsen Steve Mesler Curtis Tomasevic | Verenigde Staten John Napier Jamie Moriarty Steven Langton Chris Fogt                                                                                    | Oostenrijk Wolfgang Stampfer Jürgen Mayer Johannes Wipplinger Martin Lachkovics |
| 6 december  | Cesana Torinese | Verenigde Staten Steven Holcomb Justin Olsen Steve Mesler Curtis Tomasevic | Zwitserland Ivo Rüegg Roman Handschin Cédric Grand Patrick Blöchliger                                                                                    | Canada Lyndon Rush Chris Le Bihan Dan Humphries Lascelles Brown                 |
| 13 december | Winterberg      | Verenigde Staten Steven Holcomb Justin Olsen Steve Mesler Curtis Tomasevic | Duitsland André Lange René Hoppe Kevin Kuske Martin Putze                                                                                                | Duitsland Karl Angerer Andreas Udvari Alex Mann Gregor Bermbach                 |
| 20 december | Altenberg       | Duitsland André Lange René Hoppe Kevin Kuske Martin Putze                  | Verenigde Staten Steven Holcomb Justin Olsen Steve Mesler Curtis Tomasevic                                                                               | Rusland Jevgeni Popov Denis Moiseitsjenko Andrei Joerkov Alexei Kirejev         |
| 10 januari  | Königssee       | Duitsland André Lange René Hoppe Kevin Kuske Martin Putze                  | Verenigde Staten Steven Holcomb Justin Olsen Steve Mesler Curtis Tomasevic                                                                               | Verenigde Staten John Napier Charles Berkeley Steven Langton Chris Fogt         |
| 17 januari  | Sankt Moritz    | Duitsland André Lange René Hoppe Kevin Kuske Martin Putze                  | Duitsland Karl Angerer Alex Mann Andreas Bredau Gregor Bermbach                                                                                          | Rusland Aleksandr Zoebkov Philipp Jegorov Dmitri Troenenkov Petr Moiseev        |
| 24 januari  | Igls            | Duitsland André Lange René Hoppe Kevin Kuske Martin Putze                  | Zwitserland Ivo Rüegg Roman Handschin Thomas Lamparter Cédric Grand                                                                                      | Duitsland Thomas Florschütz Ronny Listner Richard Atjei Andreas Barucha         |

Nederlandse deelnemers
| Land | WB #1                                   | WB #2                                  | WB #3                                     | WB #4                                    | WB #5                                     | WB #6                                   | WB #7                                  | WB #8                                   |
| ---- | --------------------------------------- | -------------------------------------- | ----------------------------------------- | ---------------------------------------- | ----------------------------------------- | --------------------------------------- | -------------------------------------- | --------------------------------------- |
| NED  | 10e E. v Calker A. v Calker Jansma Beck | 6e E. v Calker A. v Calker Jansma Beck | 13e E. v Calker A. v Calker Klaassen Beck | 9e E. v Calker A. v Calker Beck Klaassen | dnf E. v Calker A. v Calker Beck Klaassen | 13e E. v Calker A. v Calker Jansma Beck | 8e E. v Calker A. v Calker Jansma Beck | 11e E. v Calker A. v Calker Jansma Beck |

### Eindstand
| #  | Piloot               | Land | Punten |
| -- | -------------------- | ---- | ------ |
| 1  | Steven Holcomb       | USA  | 1615   |
| 2  | Jānis Miņins         | LAT  | 1354   |
| 3  | André Lange          | GER  | 1334   |
| 4  | John Napier          | USA  | 1306   |
| 5  | Thomas Florschütz    | GER  | 1302   |
| 6  | Ivo Rüegg            | SUI  | 1300   |
| 7  | Karl Angerer         | GER  | 1279   |
| 8  | Lyndon Rush          | CAN  | 1265   |
| 9  | Dimitri Abramowitsch | RUS  | 1151   |
| 10 | Aleksandr Zoebkov    | RUS  | 1104   |
| 11 | Edwin van Calker     | NED  | 1008   |
| 12 | Pierre Lueders       | CAN  | 984    |
| 13 | Jevgeni Popov        | RUS  | 982    |
| 14 | Edgars Maskalans     | LAT  | 976    |
| 15 | Ivo Danilevic        | CZE  | 848    |
| 16 | Beat Hefti           | SUI  | 762    |
| 17 | Jürgen Loacker       | AUT  | 718    |
| 18 | Dawid Kupczyk        | POL  | 716    |
| 19 | Wolfgang Stampfer    | AUT  | 698    |
| 20 | Simone Bertazzo      | ITA  | 620    |
| 21 | John James Jackson   | GBR  | 533    |
| 22 | Mike Kohn            | USA  | 432    |
| 23 | Lee Johnston         | GBR  | 368    |
| 24 | Daniel Schmid        | SUI  | 334    |
| 25 | Nicolae Istrate      | ROU  | 330    |
| 26 | Patrice Servelle     | MON  | 252    |
| 27 | Jan Vrba             | CZE  | 244    |
| 28 | Todd Hayes           | USA  | 176    |
| 29 | Milan Jagnesak       | SVK  | 176    |
| 30 | Hiroshi Suzuki       | JPN  | 100    |

 (J) = junior 

## Tweemansbob (v)

### Uitslagen
| Datum       | Plaats          | Eerste                          | Tweede                            | Derde                           |
| ----------- | --------------- | ------------------------------- | --------------------------------- | ------------------------------- |
| 13 november | Park City       | Cathleen Martini Romy Logsch    | Sandra Kiriasis Berit Wiacker     | Erin Pac Michelle Rzepka        |
| 21 november | Lake Placid     | Cathleen Martini Romy Logsch    | Sandra Kiriasis Janine Tischer    | Kaillie Humphries Heather Moyse |
| 5 december  | Cesana Torinese | Shauna Rohbock Michelle Rzepka  | Cathleen Martini Romy Logsch      | Sandra Kiriasis Berit Wiacker   |
| 12 december | Winterberg      | Cathleen Martini Romy Logsch    | Sandra Kiriasis Janine Tischer    | Erin Pac Elana Meyers           |
| 19 december | Altenberg       | Kaillie Humphries Heather Moyse | Helen Upperton Jennifer Ciochetti | Shauna Rohbock Michelle Rzepka  |
| 9 januari   | Königssee       | Cathleen Martini Romy Logsch    | Kaillie Humphries Heather Moyse   | Sandra Kiriasis Christin Senkel |
| 16 januari  | Sankt Moritz    | Cathleen Martini Romy Logsch    | Sandra Kiriasis Christin Senkel   | Claudia Schramm Berit Wiacker   |
| 22 januari  | Igls            | Shauna Rohbock Michelle Rzepka  | Cathleen Martini Romy Logsch      | Kaillie Humphries Heather Moyse |

Belgische en Nederlandse deelnemers
| Land | WB #1                    | WB #2                    | WB #3                      | WB #4                    | WB #5                    | WB #6                | WB #7                    | WB #8                 |
| ---- | ------------------------ | ------------------------ | -------------------------- | ------------------------ | ------------------------ | -------------------- | ------------------------ | --------------------- |
| NED  | 14e Kamphuis Veenstra    | 14e Kamphuis Veenstra    | 15e Kamphuis Veenstra      | 9e Kamphuis Veenstra     | 10e Kamphuis Rozenstruik | 9e Kamphuis Veenstra | 14e Kamphuis Rozenstruik | 15e Kamphuis Veenstra |
| BEL  | 20e Willemsen Willemarck | 17e Willemsen Willemarck | 19e Willemsen Vandenabeele | 14e Willemsen Willemarck | 16e Willemsen Willemarck | 21e Willemsen Petro  | 22e Willemsen Willemarck |                       |

### Eindstand
| #  | Piloot                 | Land | Punten |
| -- | ---------------------- | ---- | ------ |
| 1  | Sandra Kiriasis        | GER  | 1608   |
| 2  | Kaillie Humphries (J)  | CAN  | 1563   |
| 3  | Cathleen Martini       | GER  | 1545   |
| 4  | Shauna Rohbock         | USA  | 1530   |
| 5  | Helen Upperton         | CAN  | 1442   |
| 6  | Erin Pac               | USA  | 1424   |
| 7  | Claudia Schramm        | GER  | 1360   |
| 8  | Sabina Hafner (J)      | SUI  | 1256   |
| 9  | Bree Schaaf            | USA  | 1184   |
| 10 | Amanda Stepenko        | CAN  | 1120   |
| 11 | Maya Bamert            | SUI  | 1096   |
| 12 | Esmé Kamphuis          | NED  | 984    |
| 13 | Fabienne Meyer         | SUI  | 948    |
| 14 | Nicola Minichielo      | GBR  | 928    |
| 15 | Paula Walker (J)       | GBR  | 832    |
| 16 | Anastasia Skoelkina    | RUS  | 802    |
| 17 | Olga Fjodorova         | RUS  | 800    |
| 18 | Jessica Gillarduzzi    | ITA  | 600    |
| 19 | Elfje Willemsen (J)    | BEL  | 544    |
| 20 | Christina Hengster (J) | AUT  | 529    |
| 21 | Carmen Radenovic       | ROU  | 466    |
| 22 | Manami Hino            | JPN  | 346    |
| 23 | Aoife Hoey             | IRL  | 316    |
| 24 | Francesca Iossi        | ITA  | 204    |
| 25 | Lesa Mayes-Stringer    | FRA  | 74     |

(J) = junior 

## Combinatie met skeleton
In het teamonderdeel worden per team twee (2-mans)bobslee- en twee skeleton-runs gedaald. Dit seizoen stonden er twee van deze wedstrijden op het programma; op 22 november 2009 in Lake Placid, deze wedstrijd ging niet door, en op 10 januari in Königssee.
| Königssee |                  |                     |                                       |                   |                                          |
| #         | Land             | skeleton (m)        | tweemansbob (v)                       | skeleton (v)      | tweemansbob (m)                          |
| 1         | Duitsland        | Frank Rommel        | Sandra Kiriasis / Anja Winter         | Marion Trott      | Karl Angerer / Andreas Udvari            |
| 2         | Verenigde Staten | Zach Lund           | Erin Pac / Michelle Rzepka            | Katie Uhlaender   | Steven Holcomb / Hoy Thurman             |
| 3         | Verenigde Staten | Eric Bernotas       | Bree Schaaf / Ingrid Mareau           | Noelle Pikus-Pace | John Napier / T.J. Burns                 |
| 4         | Rusland          | Aleksandr Tretjakov | Anastasia Skoelkina / Jelena Doronina | Svetlana Troenova | Aleksandr Zoebkov / Dmitri Troenenkov    |
| 5         | Canada           | Jon Montgomery      | Amanda Stepnko / Jennifer Ciochetti   | Carla Pavan       | Lyndon Rush / Bret Bresciani             |
| 6         | Rusland          | Sergej Tsjoedinov   | Olga Fjodorova / Ljoedmila Udobkina   | Jelena Joedina    | Dimitri Abramowitsch / Jevgeni Petsjenko |

1983/1984 · 
1984/1985 · 
1985/1986 · 
1986/1987 · 
1987/1988 · 
1988/1989 · 
1989/1990 · 
1990/1991 · 
1991/1992 · 
1992/1993 · 
1993/1994 · 
1994/1995 · 
1995/1996 · 
1996/1997 · 
1997/1998 · 
1998/1999 · 
1999/2000 · 
2000/2001 · 
2001/2002 · 
2002/2003 · 
2003/2004 · 
2004/2005 · 
2005/2006 · 
2006/2007 · 
2007/2008 · 
2008/2009 ·
2009/2010 ·
2010/2011 ·
2011/2012 ·
2012/2013 ·
2013/2014 ·
2014/2015 ·
2015/2016 ·
2016/2017 ·
2017/2018 ·
2018/2019 ·
2019/2020 ·
2020/2021 ·
2021/2022 ·
2022/2023 ·
2023/2024 ·
2024/2025
Alpineskiën ·
Biatlon ·
Bobsleeën ·
Freestyleskiën ·
Langlaufen ·
Noordse combinatie ·
Rodelen ·
Schaatsen (junioren) ·
Schansspringen ·
Shorttrack ·
Skeleton ·
Snowboarden